# Sidi Abed (Algérie)
Sidi Abed est une commune de la wilaya de Tissemsilt en Algérie.